# The Shannara Chronicles
The Shannara Chronicles ist eine US-amerikanische Fantasy-Fernsehserie, die auf den Shannara-Romanen des Fantasyautors Terry Brooks basiert. Dabei liefert der Roman Die Elfensteine von Shannara die Grundlage für die erste Staffel. Die Serie spielt in den Vier Landen, einer postapokalyptischen Welt, die auf dem nordamerikanischen Kontinent angesiedelt ist. Nach einer Reihe verheerender Kriege, die die Welt in den Untergang gestürzt haben (Die Großen Kriege), hat sich eine neue Gesellschaft etabliert.
Die Erstausstrahlung der ersten Staffel fand vom 5. Januar bis zum 1. März 2016 auf MTV statt. Im April 2016 wurde die Produktion einer zweiten Staffel angekündigt. Die zweite Staffel wurde vom 11. Oktober 2017 bis zum 22. November 2017 auf Spike TV ausgestrahlt. Im Januar 2018 wurde bestätigt, dass die dritte Staffel wegen niedriger Einschaltquoten abgesagt wurde.

## Handlung

### Vorgeschichte
Die Welt wurde während der Großen Kriege zerstört. Durch Massenvernichtungswaffen wurden weite Teile der Welt unbewohnbar und die Menschheit veränderte sich auch physiologisch, so dass schließlich neue Rassen, wie Zwerge, Gnome und Trolle entstanden; die vorher im Verborgenen lebenden Elfen offenbarten sich. Gleichzeitig ging auch ein Großteil der Technologie verloren, weswegen die Menschheit in eine mittelalterlich geprägte Welt zurückgeworfen wurde.
Während des Kriegs des Dämonenlords erfährt der junge Halbelf Shea Ohmsford, der als Findelkind unter Menschen aufgewachsen ist, dass er vom elfischen Königsgeschlecht Shannara abstammt. Aufgrund dieses Erbes wird er in die Geschehnisse des Krieges verwickelt und schafft es schließlich, den Dämonenlord Brona zu bezwingen. Diese Geschichte wird im Roman Das Schwert von Shannara erzählt. Die Handlung der Fernsehserie setzt eine Generation später ein. Dort ist Wil Ohmsford, der Sohn von Shea, eine der Hauptfiguren.

### Staffel 1
Der Ellcrys-Baum beschützt die Welt vor den Dämonen, die in der Verfemung – innerhalb des Baums – gebannt sind. Die Elfen der Stadt Arborlon hüten den Baum seit langer Zeit, doch der Baum erkrankt und droht zu sterben. Die einzige Möglichkeit, den Baum zu retten, besteht darin, dass seine auserwählten Hüter sein Samenkorn zum Blutfeuer bringen; doch niemand weiß, wo dieser sagenumwobene Ort liegt.
Durch die Krankheit des Baumes können der dem Bösen verfallene Druide Dagda Mor, der zum Dämonenherrscher wurde, sowie einige der Dämonen aus der Verfemung entfliehen; ein Gestaltwandler-Dämon tötet sechs der sieben Hüter des Baumes, um eine Heilung des Ellcrys zu vereiteln. Die einzige überlebende Hüterin ist Amberle, die Enkelin des Elfenkönigs Eventine Elessedil, die wegen quälender Visionen der Zerstörung Arborlons ihre Heimat verlassen hatte. Der letzte Druide Allanon, der über großes Wissen verfügt, eilt nach 30 Jahren Druidenschlaf seinem Freund Eventine und den Elfen zu Hilfe. Der Halbelf Wil Ohmsford – Sohn des legendären Shea aus dem Shannara-Geschlecht – wird sein Lehrling. Allanon bittet Wil Ohmsford darum, Amberle zurück nach Arborlon zu begleiten. Wil hat von seinem Vater drei magische Elfensteine geerbt und verfügt damit über das Potential, ein mächtiger Zauberer zu werden.
Von Arborlon aus brechen Amberle und Wil in Begleitung einiger elfischer Soldaten sowie der gefangenen Eretria, die versucht hatte, die wertvollen Elfensteine zu stehlen, auf, um das Blutfeuer zu suchen. Sie werden von Dämonen verfolgt und wegen der Elfensteine von Zigeunern gefangen genommen. Doch Eretria, die ihre Gemeinschaft verlassen und sich der Suche nach dem Blutfeuer anschließen will, verhilft ihnen zur Flucht. Allanon hingegen bleibt in Arborlon bei den Elfen, die sich auf einen Krieg mit den Dämonen vorbereiten; diese sammeln sich in großer Zahl bei ihrem Fürsten Dagda Mor. Der Gestaltwandler-Dämon tötet und übernimmt König Eventine, um Dagda Mor sein Schwert zukommen zu lassen, das unter dem Elfenschloss verborgen war. Ander kann den Gestaltwandler töten und wird – nach dem Tod von Arion und Eventine Elessedil – zum neuen König der Elfen gekrönt. Schließlich gelangen Amberle, Wil, Eretria und deren Ziehvater Cephalo mit einem Schössling des Ellcrys zum Wildewald, wo sich das Blutfeuer befinden soll. Nach der Durchquerung eines Tunnels (Sichermal) erreichen Amberle, Wil und Eretria das Blutfeuer, worin Amberle erfährt, dass sie selbst der Schössling eines neuen Ellcrys sein wird, während die Dämonenarmee um Dagda Mor nach Arborlon marschiert. Eine Allianz von Elfen und Gnomen verteidigt den Palast; bevor Amberle den Ellcrys erreichen kann, kämpft der Dagda Mor zunächst gegen Allanon und später gegen Wil, um die Prinzessin aufzuhalten. Allanon kann den Dämonenherrscher töten, Amberle wird zum neuen Ellcrys und die Dämonen werden wieder als Blätter in den Baum gebannt. Wil macht sich zum Abschluss auf die Suche nach Eretria, die zuvor auf dem Rückweg von Trollen gefangen genommen wurde.

### Staffel 2
Eretria lebt nun in den Ruinen von San Francisco. Die vermeintlichen Trolle entpuppten sich als verkleidete Menschen unter der Führung des ehemaligen Druiden Cogline. Gemeinsam mit ihrer Freundin Lyria sammelt sie Technologien der Alten Welt und fragt sich, warum Wil und Amberle nie nach ihr gesucht haben. Wil setzt seine Ausbildung zum Heiler fort. Eines Tages trifft er auf die mysteriöse Mareth, die ihm darum bittet, ihre verbrannte Hand zu heilen. Währenddessen kämpft Ander Elessedil darum, den Elfen dabei zu helfen, ihr Leben nach dem Kampf gegen den Dagda Mor und seine Dämonen wieder aufzubauen. Bandon hat sich auf den Skull Mountain geflüchtet, wo er plant, den Hexenmeister wiederzubeleben. Allanon versucht ihn aufzuhalten. Riga, der alle Magie aus der Welt beseitigen will, geht in Shady Vale auf die Jagd nach Wil.
Mareth offenbart sich Wil als Tochter von Allanon. Als Eretria erfährt, dass Wil sie damals doch suchte, aber Cogline diesen abwies, entscheidet sie sich dafür, Wil zu treffen. Sie wird von Lyria begleitet, doch beide werden von einer Gruppe Rovers gefangen genommen, nur um vom Kopfgeldjäger Garet Jax gerettet zu werden. Jax enthüllt, dass er von Lyrias Mutter Königin Tamlin von Leah, dem einzigen menschlichen Königreich in den Vier Ländern, beauftragt wurde. König Ander Elessedil strebt ein Bündnis mit Königin Tamlin an, die verlangt, dass Ander Lyria heiratet, um das Bündnis zu besiegeln. Bandon erfährt, dass Wils Onkel Flick in Shady Vale lebt. Nach einer Konfrontation mit Wil entführt Bandon Flick und sagt ihm, er habe drei Tage Zeit, um Allanon nach Paranor zu bringen, wenn er will, dass sein Onkel lebend zurückkommt. Währenddessen wird Allanon von Mitgliedern der Crimson entführt. Anders geliebte Catania wird ebenfalls von Edain, einem Undercover-Agenten von Crimson, ermordet.
In Graymark wird Allanon dem Magie hassenden General Riga, dem Anführer der Crimson, vorgeführt. Entschlossen, die Magie zu zerstören, fordert Riga unter Folter Allanon auf, den Kodex von Paranor herauszugeben. Eretria erreicht schließlich Wil und es schließen sich Mareth und Garet Jax der Gruppe an, um Allanon vor Graymark zu retten. Wil gibt sich als Jax’ Gefangener aus und infiltriert Graymark, um eine Gefangenschaft von Riga zu provozieren. Auf der Suche nach dem Kodex entzieht Riga Wils Blut. Allanon und Wil werden von Eretria, Mareth und Jax gerettet, die nach einem Gefecht mit den Crimson fliehen. Edain versucht Catanias Tod zu vertuschen und erzählt Ander, dass sie Leah verlassen hat. Königin Tamlin befiehlt Edain, sich mit den Crimson in Verbindung zu setzen und offenbart sich als ihre Finanziererin.
Bandon erinnert Königin Tamlin an den Deal, den sie mit dem Hexenmeister geschlossen hatte. Währenddessen hat Mareth ein angespanntes Wiedersehen mit ihrem Druidenvater Allanon, der sie nicht anerkennt. Bandon bringt Flick zu dem ehemaligen Bauernhaus, in dem er einst eingesperrt war. Von Hass auf die Vorurteile nichtmagischer Leute gegenüber Magieanwendern verzehrt, tötet Bandon brutal den Sohn der neuen elfischen Bewohner des Hauses. Zurück in Leah versöhnen sich Eretria und Lyria und akzeptieren Lyrias arrangierten Ehepakt mit Ander. Ander vermutet, dass Edain Catania ermordet hat und nimmt daher zusammen mit Garet, Eretria und Slanter Edain und seine Männer gefangen. Sie erwischen sie dabei, wie sie Waffen zur Crimson schmuggeln wollen. Edain gesteht seinen Verrat und wird von Ander hingerichtet. In der Zwischenzeit reist Allanon mit Wil und Mareth in die Wolfsktaag-Berge, um das Schwert von Shannara zu erhalten, das sie nach einem Kampf mit einem riesigen spinnenartigen Monster in den Katakomben des Gebirges erhalten.
Wil, Allanon und Mareth haben es geschafft, Bandon in Paranor einzusperren. Allerdings hat dieser zuvor hat Flick mit Hilfe des Schwert des Hexenmeisters vergiftet und hat das einzige Heilmittel. Wil und Marerh ignorieren Allanon und Flicks Bitten, Bandon nicht zu beachten und beschließen, den Schädel des Hexenmeisters zu bergen um das Gegenmittel zu bekommen. Die beiden reisen zurück in die Vergangenheit nach Shady Vale, wo sie auf Wils Vater Shea Ohmsford und Wils Mutter Heady treffen. Wil und Mareth kämpfen darum, die Beziehung seiner Eltern zu retten, während sie einem Dämon gegenüberstehen. Unterdessen erfährt Eretria von Cogline, dass sie eine Nachfahrin von Armageddon's Children ist, einer Sekte von Mensch-Dämonen-Hybriden, die das Potenzial hatten, von dunklen Mächten korrumpiert zu werden. Unter Coglines Anleitung beginnt Eretria zu lernen, wie man der Dunkelheit widersteht. Garet Jax wird von Valcaa und mehreren Crimson-Kriegern aufgespürt, dreht aber seinen Angreifern den Spieß um. Um Valcaa für den Mord an dem Sohn eines seiner ehemaligen Kameraden der Grenzlegion zu bestrafen, verhören Jax ihn zusammen mit Ander und Lyria.
Wil und Mareth können den Schädel des Warlock Lords unter der Vogelscheuche die Shea und Heady bauten bergen. Wil offenbart Shea seine Identität und rettet seinen Vater davor, von Mord Wraiths getötet zu werden. Bevor in die Gegenwart zurückkehrt, schließt er mit seinem Vater Frieden. Wieder zurück und befreit er Bandon aus Paranor, weigert sich jedoch, den Schädel des Warlock Lords erst zu übergeben, bis Bandon seinen Onkel Flick geheilt hat. Flick tötet sich selbst mit dem Schwert des Hexenmeisters, damit Bandon kein Druckmittel mehr hat. Es kommt zum Kampf zwischen Wil, Allanon und Bandon, indem Letzterer an den Schädel kommt und verschwindet. Allanon wird schwer verwundet. Währenddessen tötet Garet Jax eine entflohene Valcaa. In Leah wird die Hochzeit von König Ander und Prinzessin Lyria von General Riga und der Crimson zerstört, die die Gäste angreifen. Trotz der Ankunft von Jax und Eretria wird König Ander von General Riga erschlagen.
Eretria und Lyria fliehen aus Leah und verstecken sich in Coglines Versteck. Eretria erscheint eine Vision von Amberle, die vor der kommenden Dunkelheit warnt und dass Wil ihre letzte Hoffnung ist und den Ellcrys erreichen muss. Währenddessen bringen Mareth und Wil den verwundeten Allanon nach Storlock. Mareth nutzt ein magisches Ritual um in Allanons Träume einzudringen und ihren Vater zu finden. Der Druide Bremen sagt ihnen, dass Mareth der nächste Druide sei. Nach seinem Erwachen willigt der geheilte Allanon ein, Mareth als seine Nachfolgerin auszubilden. Eretria und Wil reisen gemeinsam zu den Ellcrys. In der Zwischenzeit tötet Bandon die Garnison in Graymark und verwendet während einer Sonnenfinsternis ein magisches Ritual, um den Hexenmeister wiederzubeleben. Zurück in Leah verurteilt General Riga die abgesetzte Königin Tamlin zum Tode. Als sie erkennt, wie ihre Handlungen zu der misslichen Lage beigetragen haben, akzeptiert Tamlin ihr Schicksal anmutig und stürzt sich über den Wasserfall.
Wil und Eretria kommen in Arborlon an und müssen entsetzt feststellen, dass die Crimson die neuen Auserwählten angegriffen haben. Wil betritt den Ellcrys und trifft sich mit Amberle. Nach einem angespannten Wiedersehen versöhnt sich Wil mit seiner ehemaligen Geliebten und beschließt, die Vergangenheit hinter sich zu lassen. Wil trifft dort außerdem auf seinen Vater Shea, der ihm sagt, dass der Hexenmeister nur mit dem Schwert von Shannara getötet werden kann. Nachdem Wil seine Gefühle für Amberle aufgegeben hat, stellt er fest, dass das Schwert, was im vorherigen Gefecht mit Bandon zerbrach wieder hergestellt wurde. In Graymark testet der Hexenmeister Bandons Loyalität, als er dessen Geliebte wieder belebt und ihn zwingt, sie zu töten. Während ihres Trainings werden Allanon und Mareth von General Riga und dem Crimson gefangen genommen. Riga beschlagnahmt außerdem den Kodex. Die beiden werden zu Tode durch den Scheiterhaufen verurteilt. General Riga kehrt zuvor nach Graymark zurück. Da er immun gegenüber Magie ist, stellt er sich dem Hexenmeister im Kampf, wird aber trotzdem brutal getötet.
In Storlock werden Allanon und Mareth von Garet Jax und den Gnomen gerettet. Gemeinsam machen sie sich auf den Weg nach Graymark, nur um herauszufinden, dass der Hexenmeister mit dem Kodex geflüchtet ist. Sie finden den toten Bandon, der sich am Hexenmeister rächen wollte sowie den abgeschlagenen Kopf von General Riga. Durch den Kopf aks eindeutige Warnung gelingt es Jax und den Gnomen, die überlebenden Crimson-Soldaten in Leah davon zu überzeugen, sich ihnen anzuschließen und gegen den Hexenmeister zu kämpfen. Unterdessen enthüllt Eretria Wil ihre dämonische Vergangenheit. Eretria, Wil, Allanon und Mareth vereinen sich wieder mit Lyria und Cogline in der Enklave.
Der Hexenmeister tötet Allanon im Zweikampf. Zusammen mit der besessenen Eretria und der gefangenen Lyria reist er nach Leah, um den Himmelsbrunnen zu infizieren. Garet Jax befehligt die kombinierte Verteidigung von Leah. Der Hexenmeister kann den Eingang zum Himmelsbrunnen öffnen und das Wasser mit seinem Blut verunreinigen. Währenddessen sabotiert die besessene Eretria den Damm, kann aber von Cogline und Jax aufgehalten und erfolgreich exorziert werden. Wil und Mareth kämpfen gegen den Hexenmeister. Schließlich ist Wil in der Lage, ihn mit einem gezielten Schwertstich zu töten, wird dabei allerdings auch lebensbedrohlich verletzt. Er beschließt mit seinem Blut und seinem Leben das heilige Wasser wieder herzustellen. Nach der Niederlage des Hexenmeisters wird Lyria zur Königin gekrönt. Eretria, Mareth und Cogline reisen nach Paranor, wo Mareth spürt, dass Wil noch am Leben ist. Wil erwacht auf einem von Furien umgebenen Schlachtfeld.

## Produktion

### Entwicklung
Sonar Entertainment erwarb 2012 die Fernsehrechte an den Shannara-Romanen. Im Dezember 2013 bekundete MTV Interesse daran, aus dem Stoff eine Fernsehserie zu machen. Im Juli 2014 wurde die Adaption als Fernsehserie von MTV in Auftrag gegeben. Terry Brooks, der Autor der Romane, war an der Entwicklung der Serie beteiligt. Er sagte in einem Interview, dass er mit der Umsetzung zufrieden sei und dass die Serie sich stark an Herz und Seele des Buches halte.
Der Erscheinungstermin wurde, gemeinsam mit dem ersten Teaser-Trailer, erstmals auf der San Diego Comic-Con 2015 bekannt gegeben.

### Besetzung
Poppy Drayton spielt die Hauptrolle der Amberle Elessedil. Weitere Hauptrollenbesetzungen sind der aus Der Hobbit: Die Schlacht der Fünf Heere bekannte Manu Bennett als Druide Allanon, Austin Butler als Wil Ohmsford, Aaron Jakubenko als Elfenprinz Ander Elessedil und John Rhys-Davies, der in Der Herr der Ringe den Zwerg Gimli spielte, als Elfenkönig Eventine Elessedil.

## Besetzung und Synchronisation
Die deutsche Synchronisation entstand nach Dialogbüchern von Jan Fabian Krüger unter der Dialogregie von Achim Geisler durch die Synchronfirma Boom Company GmbH in München.

### Hauptbesetzung
| Rollenname        | Schauspieler    | Hauptrolle (Folgen) | Nebenrolle (Folgen) | Synchronsprecher    |
| ----------------- | --------------- | ------------------- | ------------------- | ------------------- |
| Wil Ohmsford      | Austin Butler   | 1.01–2.10           |                     | Max Felder          |
| Eretria           | Ivana Baquero   | 1.01–2.10           |                     | Jacqueline Belle    |
| Allanon           | Manu Bennett    | 1.01–2.10           |                     | Oliver Stritzel     |
| Warlock Lord      | Manu Bennett    | 2.07–2.10           |                     | Oliver Stritzel     |
| Ander Elessedil   | Aaron Jakubenko | 1.01–2.07, 2.10     |                     | Johannes Raspe      |
| Amberle Elessedil | Poppy Drayton   | 1.01–1.10           | 2.01, 2.07–2.08     | Ilena Gwisdalla     |
| Bandon            | Marcus Vanco    | 2.01–2.09           | 1.03–1.10           | Tim Schwarzmaier    |
| Mareth            | Malese Jow      | 2.01–2.10           |                     | Marcia von Rebay    |
| Lyria             | Vanessa Morgan  | 2.01–2.10           |                     | Leslie-Vanessa Lill |
| Garet Jax         | Gentry White    | 2.01–2.10           |                     | Stefan Günther      |

### Nebendarsteller
| Rollenname             | Schauspieler        | Nebenrolle (Folgen) | Synchronsprecher     |
| ---------------------- | ------------------- | ------------------- | -------------------- |
| Catania                | Brooke Williams     | 1.01–2.02, 2.08     | Gabrielle Pietermann |
| Flick Ohmsford         | Mark Mitchinson     | 1.01, 2.01–2.06     | Walter von Hauff     |
| Commander Diana Tilton | Emelia Burns        | 1.01–1.10           | Angela Wiederhut     |
| Dagda Mor              | Jed Brophy          | 1.01–1.10           |                      |
| Cephalo                | James Remar         | 1.01–1.08           | Crock Krumbiegel     |
| Arion Elessedil        | Daniel MacPherson   | 1.01–1.07, 1.10     | Manou Lubowski       |
| Eventine Elessedil     | John Rhys-Davies    | 1.01–1.07           | Frank Engelhardt     |
| Lorin                  | Mattias Inwood      | 1.01–1.04           | Tobias Kern          |
| Slanter                | Jared Turner        | 1.03–1.10           |                      |
| Crispin Edensong       | James Trevena-Brown | 1.03–1.06           | Patrick Schröder     |
| Cogline                | Andrew Grainger     | 2.01–2.10           | Christoph Jablonka   |
| General Riga           | Desmond Chiam       | 2.01–2.08           | Patrick Schröder     |
| Königin Tamlin         | Caroline Chikezie   | 2.02–2.07, 2.10     | Ursula Hugo          |

## Ausstrahlung
Vereinigte Staaten
Die erste Staffel wurde vom 5. Januar bis 1. März 2016 wöchentlich auf MTV ausgestrahlt.
Deutschland
In Deutschland hat sich der Video-on-Demand-Anbieter Amazon Video die Rechte an der Serie gesichert. Die Episoden sind dort seit dem 6. Januar 2016 jeweils wenige Stunden nach der US-Premiere im Originalton und in der deutschen Synchronfassung abrufbar.
Im deutschen Free-TV wurde die erste Staffel vom 10. bis zum 31. Mai 2016 auf RTL II ausgestrahlt. Vom 12. Oktober bis zum 13. Dezember 2017 wurde wöchentlich je eine Folge der zweiten Staffel auf Amazon veröffentlicht. Die zweite Staffel wurde von RTL II vom 27. April bis zum 11. Mai 2019 ausgestrahlt.

## Episodenliste

### Staffel 1
| Nr. (ges.) | Nr. (St.) | Deutscher Titel           | Originaltitel | Erstausstrahlung USA | Deutschsprachige Erstausstrahlung (D/A) | Regie              | Drehbuch                                    |
| ---------- | --------- | ------------------------- | ------------- | -------------------- | --------------------------------------- | ------------------ | ------------------------------------------- |
| 1          | 1         | Die Erwählten (1)         | Chosen (1)    | 5. Jan. 2016         | 6. Jan. 2016                            | Jonathan Liebesman | Alfred Gough & Miles Millar                 |
| 2          | 2         | Die Erwählten (2)         | Chosen (2)    | 5. Jan. 2016         | 6. Jan. 2016                            | Jonathan Liebesman | Alfred Gough & Miles Millar                 |
| 3          | 3         | Der Kampf beginnt         | Fury          | 12. Jan. 2016        | 13. Jan. 2016                           | James Marshall     | Alfred Gough & Miles Millar                 |
| 4          | 4         | Im Banne des Wandlers     | Changeling    | 19. Jan. 2016        | 20. Jan. 2016                           | James Marshall     | Alfred Gough & Miles Millar                 |
| 5          | 5         | Alte und neue Feinde      | Reaper        | 26. Jan. 2016        | 27. Jan. 2016                           | Brad Turner        | Evan Endicott & Josh Stoddard               |
| 6          | 6         | Pykon                     | Pykon         | 2. Feb. 2016         | 3. Feb. 2016                            | Brad Turner        | Zander Lehmann                              |
| 7          | 7         | Das Schwert des Dagda Mor | Breakline     | 9. Feb. 2016         | 10. Feb. 2016                           | Jesse Warn         | Deanna Kizis                                |
| 8          | 8         | Utopia                    | Utopia        | 16. Feb. 2016        | 17. Feb. 2016                           | Jesse Warn         | April Blair                                 |
| 9          | 9         | Sichermal                 | Safehold      | 23. Feb. 2016        | 24. Feb. 2016                           | Brad Turner        | Alfred Gough & Miles Millar                 |
| 10         | 10        | Ellcrys                   | Ellcrys       | 1. März 2016         | 2. März 2016                            | Brad Turner        | April Blair & Evan Endicott & Josh Stoddard |

### Staffel 2
| Nr. (ges.) | Nr. (St.) | Deutscher Titel | Originaltitel | Erstausstrahlung USA | Deutschsprachige Erstausstrahlung (D/A) | Regie          | Drehbuch                      |
| ---------- | --------- | --------------- | ------------- | -------------------- | --------------------------------------- | -------------- | ----------------------------- |
| 11         | 1         | Bluträcher      | Druid         | 11. Okt. 2017        | 12. Okt. 2017                           | Brad Turner    | Alfred Gough & Miles Millar   |
| 12         | 2         | Schattental     | Wraith        | 18. Okt. 2017        | 19. Okt. 2017                           | Brad Turner    | Evan Endicott & Josh Stoddard |
| 13         | 3         | Graumark        | Graymark      | 25. Okt. 2017        | 26. Okt. 2017                           | James Marshall | Javier Grillo-Marxuach        |
| 14         | 4         | Unterpfand      | Dweller       | 1. Nov. 2017         | 2. Nov. 2017                            | James Marshall | Elle Triedman                 |
| 15         | 5         | Paranor         | Paranor       | 8. Nov. 2017         | 9. Nov. 2017                            | Toa Fraser     | Evan Endicott & Josh Stoddard |
| 16         | 6         | Bestimmung      | Crimson       | 8. Nov. 2017         | 16. Nov. 2017                           | Brad Turner    | April Blair                   |
| 17         | 7         | Dunkelheit      | Warlock       | 15. Nov. 2017        | 23. Nov. 2017                           | James Marshall | Alex Díaz & Julie Díaz        |
| 18         | 8         | Amberle         | Amberle       | 15. Nov. 2017        | 30. Nov. 2017                           | James Marshall | April Blair and Elle Triedman |
| 19         | 9         | Wildewald       | Wilderun      | 22. Nov. 2017        | 6. Dez. 2017                            | Toa Fraser     | Matt Lambert                  |
| 20         | 10        | Blut            | Blood         | 22. Nov. 2017        | 13. Dez. 2017                           | Brad Turner    | Evan Endicott & Josh Stoddard |